# E. C. Segar
Elzie Crisler Segar (Chester, 8 dicembre 1894 – Santa Monica, 13 ottobre 1938) è stato un fumettista statunitense, famoso per essere stato il creatore di Braccio di Ferro.

## Biografia
Nacque in Illinois, USA da genitori ebrei, Amzi Andrews Segar, tappezziere e imbianchino, ed  Erma Irene Crisler. Il nonno distribuiva olio d'oliva. Le attività familiari influiscono sulle sue future strisce: i nomi dei personaggi di Olive Oyl e di suo fratello Castor Oyl richiamano inequivocabilmente l'olio. Appassionato di cinema, lavorò come proiezionista. Occasionalmente, accompagnava alla batteria spettacoli di vaudeville e proiezioni dei film muti in sala. Si fece anche tatuare su un braccio le lettere MPO, acronimo di Motion Picture Operator.
A 18 anni decise di diventare fumettista e seguì il Cartoonist W.L. Evans System, un corso di disegno per corrispondenza. Raccomandato da Richard Felton Outcault, il creatore di The Yellow Kid, riuscì a farsi pubblicare il primo lavoro nel 1916 sul The Chicago Herald. Era una trasposizione a fumetti delle comiche di Charlot, Charlie Chaplin's Comic Capers cui seguì una tavola domenicale dal titolo Barry the Boob. Nel 1917, Segar si sposò con Myrtle Johnson: dal matrimonio nasceranno Marie (nel 1922) e Tommy (nel 1930).
Dopo essere stato notato da William Randolph Hearst, uno dei magnati della stampa americana, si trasferì da Chicago a New York, dove nel 1919 creò Thimble Theatre, serie nella quale, dieci anni dopo, fece il suo esordio il marinaio Popeye, ovvero Braccio di Ferro. Nel 1920 inventò anche Sappo, un impiegato costretto al pendolarismo che, mettendosi a subaffittare stanze della sua casa ad estranei, 10 anni dopo avrà come inquilino uno scienziato pazzo, O. G. Wotasnozzle, che lo coinvolgerà in una serie di folli avventure.
Avambracci muscolosi e tatuati, pipa permanentemente in bocca, il marinaio guercio Braccio di Ferro non ha le certezze dei suoi colleghi che devono salvare la Terra. "Io sono quel che sono e questo è tutto quel che sono", ripete, cercando di giustificare così tutte le sue stravaganze e l'impulsività che lo porta a cercare di risolvere tutto con un pugno ben assestato.

### Malattia e morte
La leucemia e una grave epatopatia aggravarono  lo stato di salute di Segar, che morì nel 1938 all'età di 43 anni nella sua villa di Santa Monica in California.
Il corpo di Segar è stato tumulato nel Cimitero di Woodlawn, Santa Monica, California.

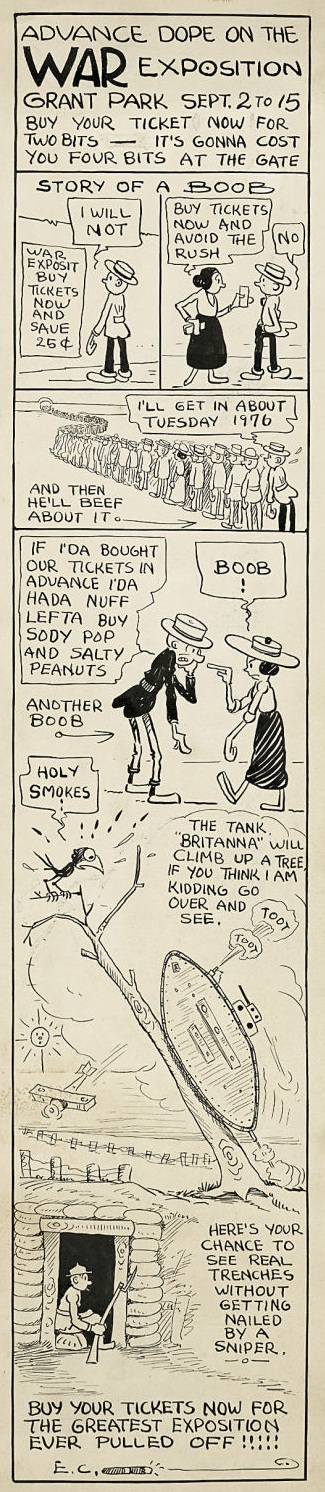
Tavola di Looping the Loop (1918)

## Eredità e influenza
Segar è considerato uno dei fumettisti più talentuosi e influenti di sempre. Fu tra i primi a utilizzare lo humour in storie avventurose di ampio respiro. Il film Popeye (1980) di Robert Altman deriva dalle strisce del Thimble Theatre: la sceneggiatura di Jules Feiffer si basa direttamente su un volume di ristampe della striscia edite da Nostalgia Press.
Nel 1971 la National Cartoonists Society ha indetto in suo onore il premio Elzie Segar.
In Italia un fumettista che ha subito l'influenza del lavoro di Segar è Jacovitti.

## Cronologia delle opere
| Titolo                                                               | Data di inizio | Data finale   |
| -------------------------------------------------------------------- | -------------- | ------------- |
| Charlie Chaplin's Comic Capers                                       | Marzo 1916     | Aprile 1917   |
| Barry the Boob                                                       | Aprile 1917    | Aprile 1918   |
| Looping the Loop                                                     | Giugno 1918    | Dicembre 1919 |
| Thimble Theatre (Popeye) (strisce giornaliere) e (tavole domenicali) | Dicembre 1919  | Ottobre 1938  |
| The Five-Fifteen (Sappo)                                             | Dicembre 1920  | Ottobre 1938  |